# Erythrodiplax nigricans
Erythrodiplax nigricans är en trollsländeart som först beskrevs av Jules Pièrre Rambur 1842.  Erythrodiplax nigricans ingår i släktet Erythrodiplax och familjen segeltrollsländor. Inga underarter finns listade i Catalogue of Life.